# Comuna Kurivka, Horodok
Kurivka (în ucraineană Курівка) este o comună în raionul Horodok, regiunea Hmelnîțkîi, Ucraina, formată din satele Jahlivka, Kurivka (reședința), Martînkivți și Tarasivka.

## Demografie
Componența lingvistică a comunei Kurivka
     Ucraineană (99,73%)
     Alte limbi (0,26%)
Conform recensământului din 2001, majoritatea populației comunei Kurivka era vorbitoare de ucraineană (99,73%), existând în minoritate și vorbitori de alte limbi.